# Szkudy

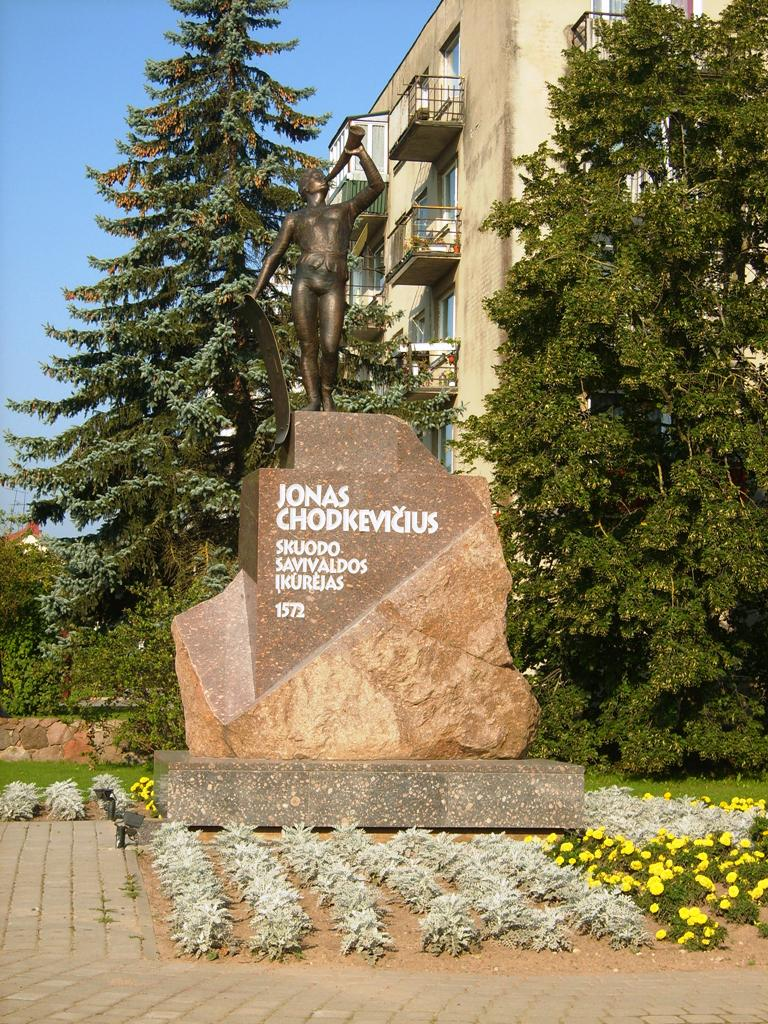
Pomnik Jana Chodkiewicza

Szkudy (lit. Skuodas) – miasto na Litwie, położone w okręgu kłajpedzkim, 80 km od Kłajpedy i 2 km od granicy z Łotwą.

## Historia
Za zgodą króla Polski Zygmunta Augusta, Jan Hieronimowicz Chodkiewicz lokował miasto w XVI wieku. W czasie potopu szwedzkiego 18 maja 1658 roku rotmistrz husarski Samuel Komorowski stoczył pod miastem nierozstrzygniętą bitwę z armią feldmarszałka Roberta Douglasa, który został zmuszony do rezygnacji z ataku na Żmudź. Miasto zostało skonfiskowane Sapiehom za udział w powstaniu listopadowym. Na mapie z 1918 nazwa miejscowości Schoden. Zniszczone w czasie II wojny światowej.

## Zabytki
- Kościół luterański fundacji Sapiehów z 1821 r. Zniszczony w czasie I i II wojny światowej, odbudowany, obecnie muzeum regionalne.
- Kościół katolicki w stylu empire z lat 1844–1847. Cenne wyposażenie wnętrza. Obok murowana dzwonnica z XIX w.